# Wind Music Awards 2015
La nona edizione dei Wind Music Awards si è svolta il 4 giugno 2015 su Rai 1 in diretta dall'Arena di Verona. I conduttori erano Carlo Conti e Vanessa Incontrada.

## Storia
Rispetto agli anni precedenti sono stati assegnati premi oro, platino e multiplatino per gli album, mentre non sono stati premiati i singoli certificati oro o platino, ma soltanto i singoli multiplatino.

## Categorie premi
- Vendite (sulla base delle certificazioni FIMI)
  - Premio CD Multiplatino: 15 riconoscimenti assegnati
  - Premio CD Platino: 13 riconoscimenti
  - Premio CD Oro: 12 riconoscimenti
  - Premio Singolo Multiplatino: 5 riconoscimenti (di cui uno condiviso)
- Passaggi Radiofonici (sulla base dei dati di punteggio airplay EarOne) 
  - Premio EarOne Airplay: 1 riconoscimento
- Premi alla carriera e premi speciali: 6 riconoscimenti assegnati (di cui uno condiviso)
- Targhe certificazioni di vendita case discografiche: 2 riconoscimenti assegnati

## Esibizioni
- Gianni Morandi e Claudio Baglioni - Strada facendo e C'era un ragazzo
- Elisa - A modo tuo
- Francesco De Gregori - La leva calcistica della classe '68
- Emma Marrone - Napule è
- Tiziano Ferro - Senza scappare mai più e Lo stadio
- Modà - Tappeto di fragole
- Ligabue - C'è sempre una canzone
- Gianna Nannini - Dio è morto
- Eros Ramazzotti - Il tempo non sente ragione
- Fedez con Francesca Michielin e Noemi - Magnifico e L'amore eternit
- Francesco Renga - Il mio giorno più bello nel mondo
- Il Volo - Grande amore
- Marco Mengoni - Io ti aspetto
- Biagio Antonacci - Dolore e forza e Medley:Iris e Ti penso raramente
- J-Ax con Il Cile - Maria Salvador
- Nek - Se telefonando
- Omi - Cheerleader
- Fiorella Mannoia - Le parole perdute
- Negrita - Il gioco
- Dear Jack - Eterna
- Emis Killa - C'era una volta
- Gigi D'Alessio - Quanti amori
- Lorenzo Fragola - Siamo uguali e The Rest
- Mario Biondi - Love is a temple
- Clementino - Luna, 'O vient e Cos Cos Cos
- Subsonica - Specchio
- Bianca Atzei e Alex Britti - Ciao amore ciao
- Club Dogo con Arisa - Fragili
- Marracash con Neffa - Nella macchina
- Deborah Iurato - Da sola
- Rocco Hunt - Ho scelto me, Vieni con me e Nu juorno buono
- Gemitaiz e MadMan - Non se ne parla

## Artisti premiati in diretta
- Claudio Baglioni
  - Premio speciale per gli oltre 50 milioni di dischi venduti nel mondo, più di 100 milioni venduti insieme a Gianni Morandi
- Gianni Morandi
  - Premio speciale per gli oltre 50 milioni di dischi venduti nel mondo, più di 100 milioni venduti insieme a Claudio Baglioni
- Elisa
  - Premio CD Multiplatino per l'album L'anima vola
- Francesco De Gregori
  - Premio CD Platino per l'album Vivavoce
- Pino Daniele (consegnato al figlio Alessandro)
  - Premio CD Oro per l'album Nero a metà
- Emma
  - Premio CD Oro per l'album E Live
- Modà
  - Premio CD Multiplatino per l'album 2004-2014 - L'originale
- Luciano Ligabue
  - Premio CD Platino per l'album Mondovisione
  - Premio Speciale
  - Premio EarOne Airplay
- Gianna Nannini
  - Premio CD Multiplatino per l'album Hitalia
- Eros Ramazzotti
  - Premio CD Oro per l'album Perfetto
  - Premio alla carriera
- Tiziano Ferro
  - Premio CD Multiplatino per l'album TZN - The Best of Tiziano Ferro
- Fedez (esibizione con Francesca Michielin e Noemi)
  - Premio CD Multiplatino per l'album Pop-Hoolista
  - Premio Singolo Multiplatino
- Francesca Michielin (esibizione con Fedez)
  - Premio Singolo Multiplatino
- Francesco Renga
  - Premio CD Platino per l'album Tempo reale
  - Premio Singolo Multiplatino
- Il Volo
  - Premio CD Multiplatino per l'album Sanremo grande amore
  - Premio PMI "Artista Italiano nel Mondo"
- Marco Mengoni
  - Premio CD Multiplatino per l'album Parole in circolo
  - Premio Singolo Multiplatino
- Biagio Antonacci
  - Premio CD Multiplatino per l'album L'amore comporta
- J-Ax (esibizione con Il Cile e Space One)
  - Premio CD Multiplatino per l'album Il bello d'esser brutti
- Nek
  - Premio CD Oro per l'album Prima di parlare
- OMI
  - Targa doppio disco di platino singolo certificato dalla casa discografica
- Fiorella Mannoia
  - Premio CD Platino per l'album Fiorella
- Negrita
  - Premio CD Oro per l'album 9
- Dear Jack
  - Premio CD Multiplatino per l'album Domani è un altro film (prima parte)
  - Premio CD Platino per l'album Domani è un altro film (seconda parte)
- Emis Killa
  - Premio CD Platino per l'album Mercurio
- Gigi D'Alessio
  - Premio CD Platino per l'album Ora
- Lorenzo Fragola
  - Premio CD Oro per l'album 1995
  - Premio Singolo Multiplatino
- Mario Biondi
  - Premio CD Multiplatino per l'album Mario Christmas
- Maximo Ibarra
  - Premio speciale per il contributo alla musica
- Clementino
  - Premio CD Oro per l'album Mea Culpa
- Subsonica
  - Premio CD Oro per l'album Una nave in una foresta
- Carlo Conti in rappresentanza del Festival di Sanremo 2015 (esibizione di Bianca Atzei ed Alex Britti)
  - Premio CD Platino per la compilation Super Sanremo 2015
  - Targa disco di platino singolo certificato dalla casa discografica
- Club Dogo (esibizione con Arisa)
  - Premio CD Platino per l'album Non siamo più quelli di Mi fist
- Marracash (esibizione con Neffa)
  - Premio CD Oro per l'album Status
- Deborah Iurato
  - Premio CD Platino per l'EP Deborah Iurato
- Rocco Hunt
  - Premio CD Platino per l'album 'A verità
- Gemitaiz & MadMan
  - Premio CD Oro per l'album Kepler

## Altri artisti premiati
Tra gli artisti premiati non in diretta, primeggiano Jovanotti, con due diversi album multiplatino ed un terzo platino, e Vasco Rossi con un premio multiplatino.
- Jovanotti
  - Premio CD Multiplatino per l'album Lorenzo 2015 CC.
  - Premio CD Multiplatino per l'album Lorenzo negli stadi - Backup Tour 2013
  - Premio CD Platino per l'album Lorenzo 2015 CC.
- Vasco Rossi
  - Premio CD Multiplatino per l'album Sono innocente
- Cesare Cremonini
  - Premio CD Platino per l'album Logico
- Carmen Consoli
  - Premio CD Oro per l'album L'abitudine di tornare
- Giorgia
  - Premio CD Platino per l'album Senza paura
- The Kolors
  - Premio CD Oro per l'album Out
- Niccolò Fabi, Daniele Silvestri, Max Gazzè
  - Premio CD Platino per l'album Il padrone della festa

## Ascolti
| Messa in onda | Telespettatori | Share  |
| ------------- | -------------- | ------ |
| 4 giugno 2015 | 4.837.000      | 26,31% |